# Таралли

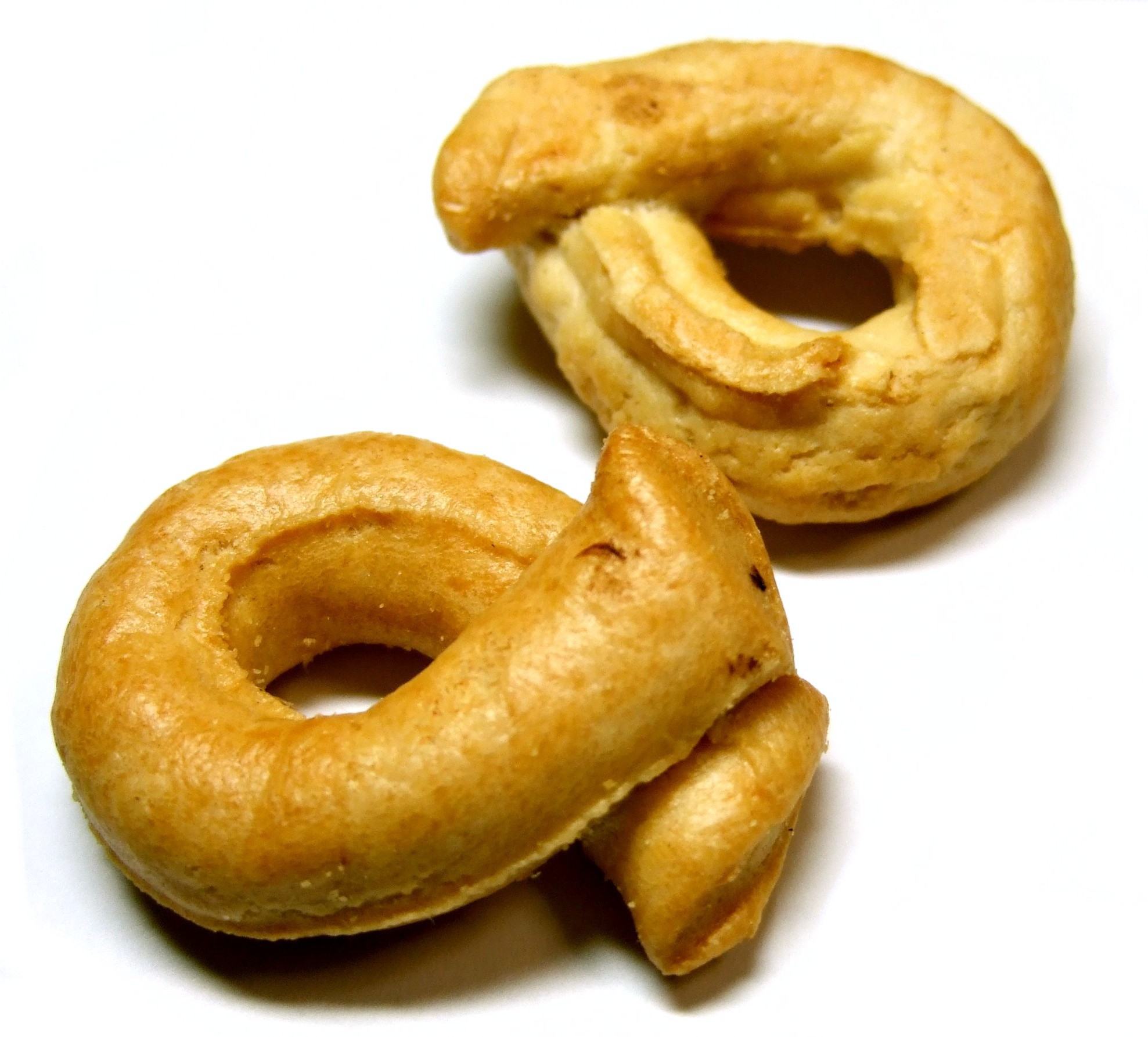
Таралли

Таралли (итал. tarallo, мн. ч. taralli) или тараллини (итал. tarallino, мн. ч. tarallini) — хлебобулочное изделие итальянской кухни, схожее с сушками или бубликами. Распространено в южной половине Италии в регионах Апулия, Калабрия, Кампания, Сицилия, Лацио, Молизе, Базиликата.
Таралли могут быть сладкими или пикантными. Сладкие таралли могут покрываться сахарной глазурью, пикантные таралли приправляются специями. Сладкие и простые таралли часто едят, обмакивая в вино. Тараллини отличаются меньшим размером по сравнению с таралли.

## Приготовление и разновидности
Существует множество вариантов приготовления таралли, которые также различаются от одного региона Италии к другому. Основные ингредиенты для теста — это мука, вода или вино, оливковое масло или смалец, соль, иногда может добавляться яйцо, дрожжи. Тесто для пикантных таралли может приправляться луком, чесноком, кунжутом, маком, миндалем, семенами фенхеля, чёрным перцем, красным перцем и другими специями или просто солью. В тесто для сладких таралли добавляются сахар, ванилин, корица, цедра, мёд, шоколад. Традиционно из теста формируют кольцо или овал 10-12,5 см в окружности, в случае тараллини — 3,8-7,8 см.
Таралли сразу выпекаются в духовке или подобно сушкам предварительно отвариваются в кипящей воде и только потом выпекаются. Сладкие таралли могут покрываться сахарной глазурью, которая придаёт им белый цвет. В варианте сладких таралли из Авильяно, регион Базиликата (итал. tarallo aviglianese) сахарная глазурь ароматизируется анисом. Готовые таралли хранятся в герметичной упаковке несколько месяцев. Существует вариант сладких таралли, которые готовятся во фритюре и подаются вместе со сладким десертным вином. Этот вариант таралли не хранится долго.
Скальдателле, скальдателли (итал. scaldatelle, scaldatelli, на диалекте Фаджо scallatìll') — разновидность таралли в форме вытянутого кольца, которая изготавливается из теста из муки, иногда яйца, масла, соли и семян фенхеля. Скальдателли отвариваются в воде, высушиваются и затем выпекаются. Распространены по всему югу Италии, традиционно готовятся в центральной части Кампании, где выращиваются злаки. Название происходит от итал. riscaldati нагретые, поскольку перед выпечкой они нагреваются и варятся в воде. Кроме традиционного рецепта скальдателли с фенхелем есть варианты с картофелем, кунжутом, луком, оливками, стручковым перцем, помидором, со вкусом пиццы.

## В списке традиционных продуктов питания
Таралли включены министерством сельского хозяйства Италии в список традиционных продуктов питания (PAT). Следующие области Италии и варианты приготовления таралли вошли в список:
Апулия
- Скальдателли
- Таралли
- Черные таралли с винкотто (taralli neri con vincotto)

Базиликата
- Taralli di San Constantino Albanese

Калабрия
- Белые таралли (taralli bianchi)
- Мягкие таралли (taralli morbidi)
- Тараллини с семенами аниса (tarallini ai semi di anice)
- Тараллини с семенами фенхеля (tarallini ai semi di finocchio)
- Тараллини со стручковым перцем (tarallini al peperoncino)

Кампания
- Кручёные таралли (taralli intrecciati)
- Тараллини с вином (tarallini al vino)
- Таралли с яйцом (tarallo all’uovo)
- Таралли с миндалем (tarallo con le mandorle)
- Tarallo cu ll’ove
- Таралли из Аджеролы (tarallo di Agerola)
- Таралли со смальцем и перцем (tarallo sugna e pepe)

Лацио
- Таралли

Молизе
- Таралли с семенами фенхеля (taralli con semi di finocchio)

Сицилия
- Таралли

## Галерея

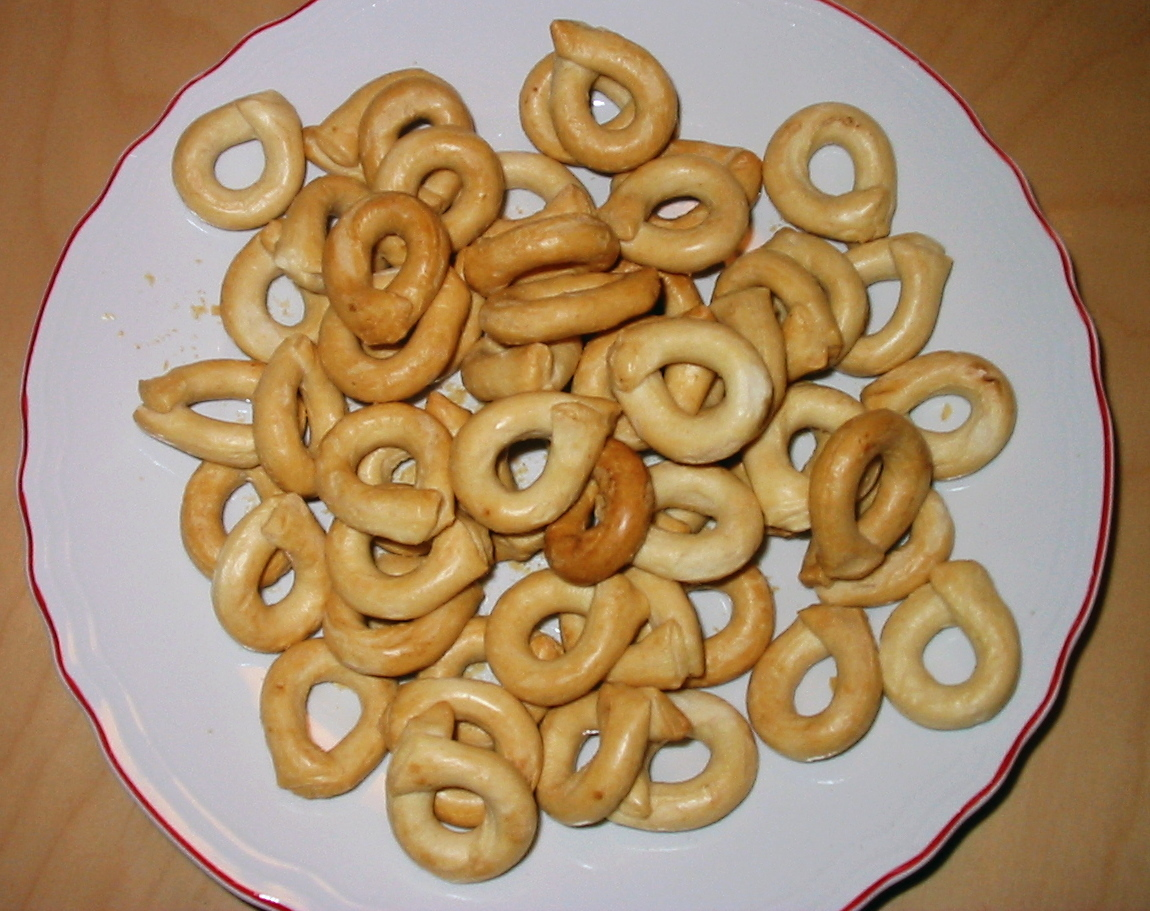
Таралли на тарелке
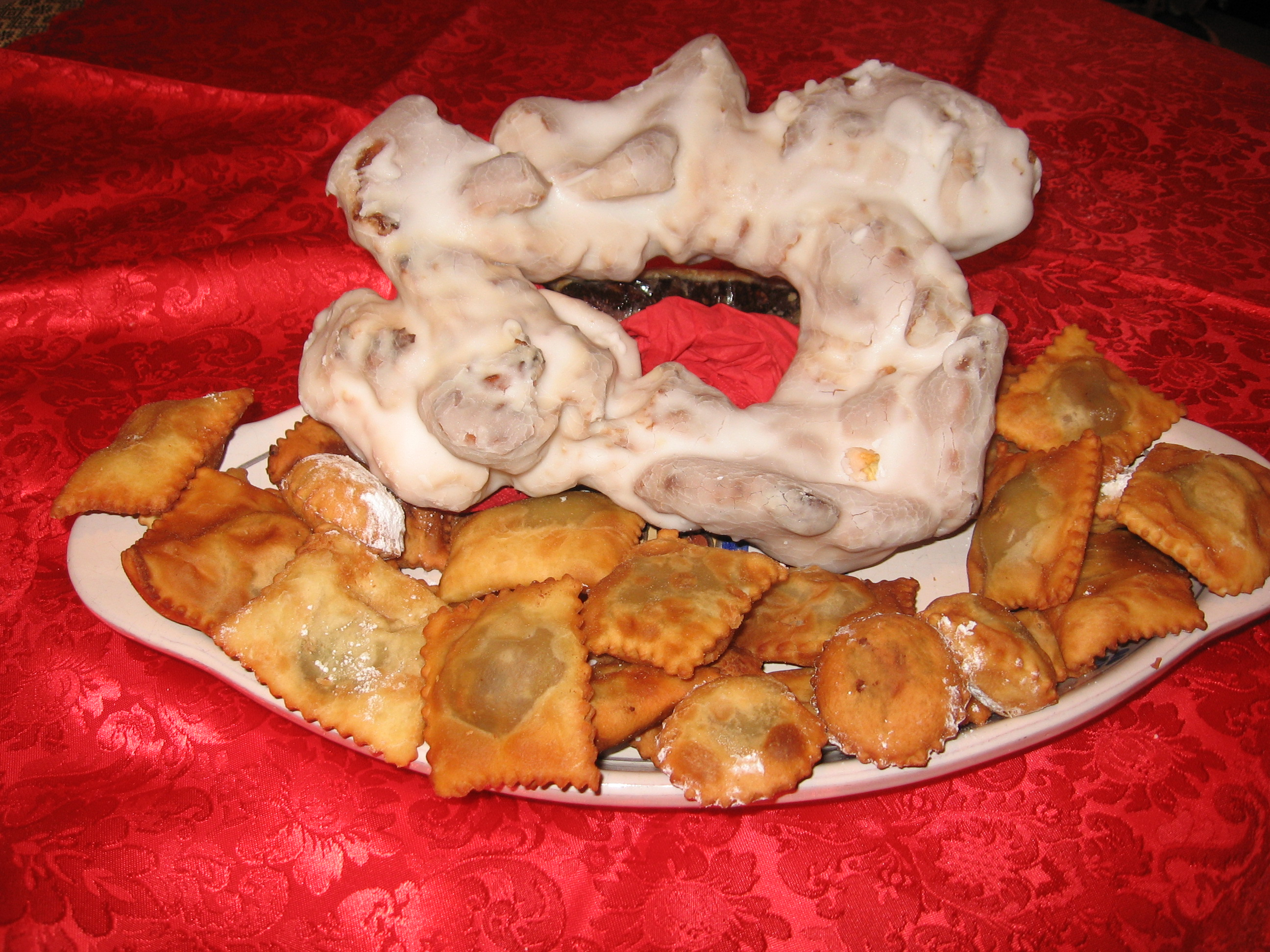
Сладкий таралли tarallo aviglianese и кальцончелли. Область Авильяно.
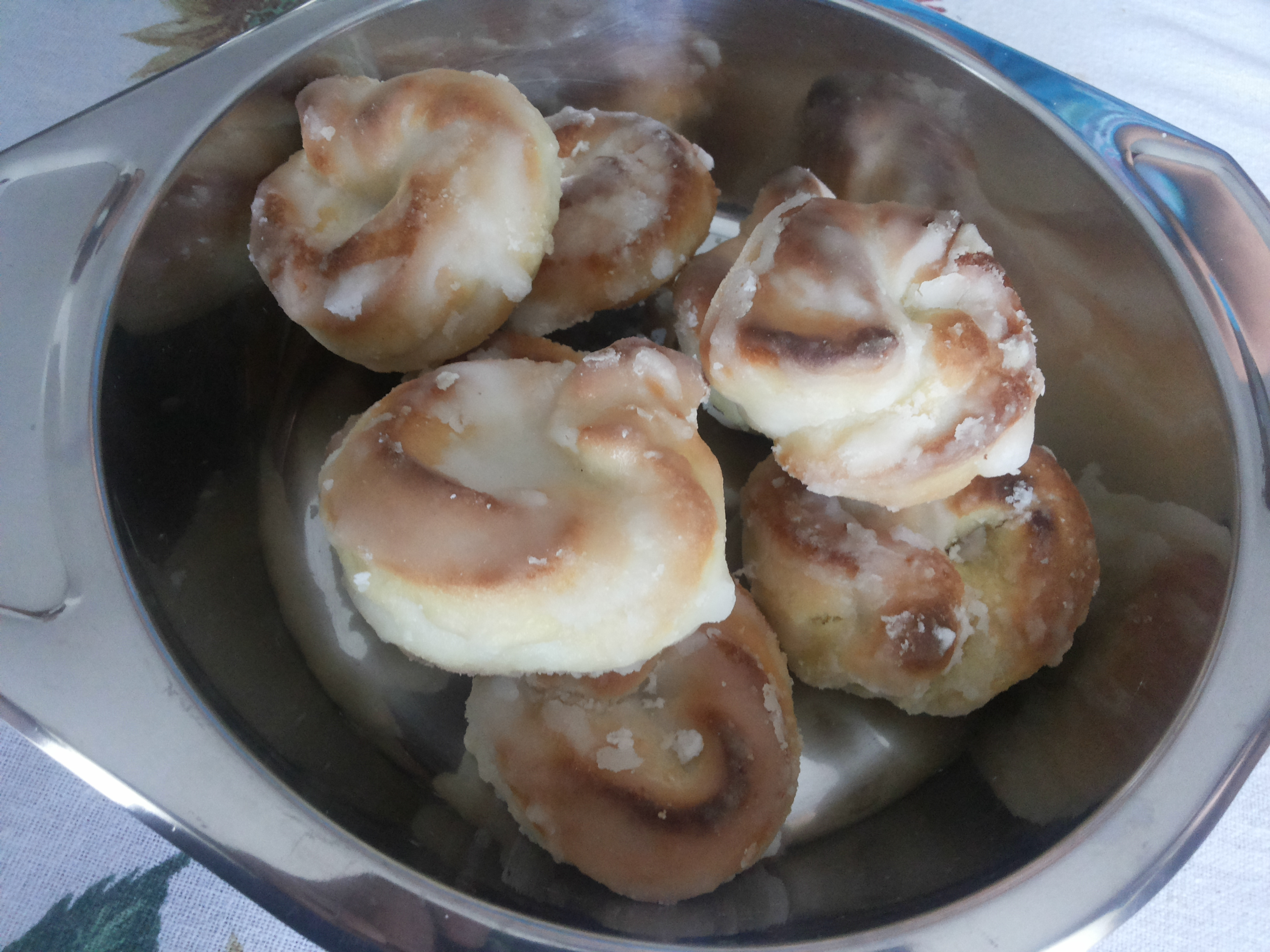
Сладкий таралли. Алькамо, Сицилия.
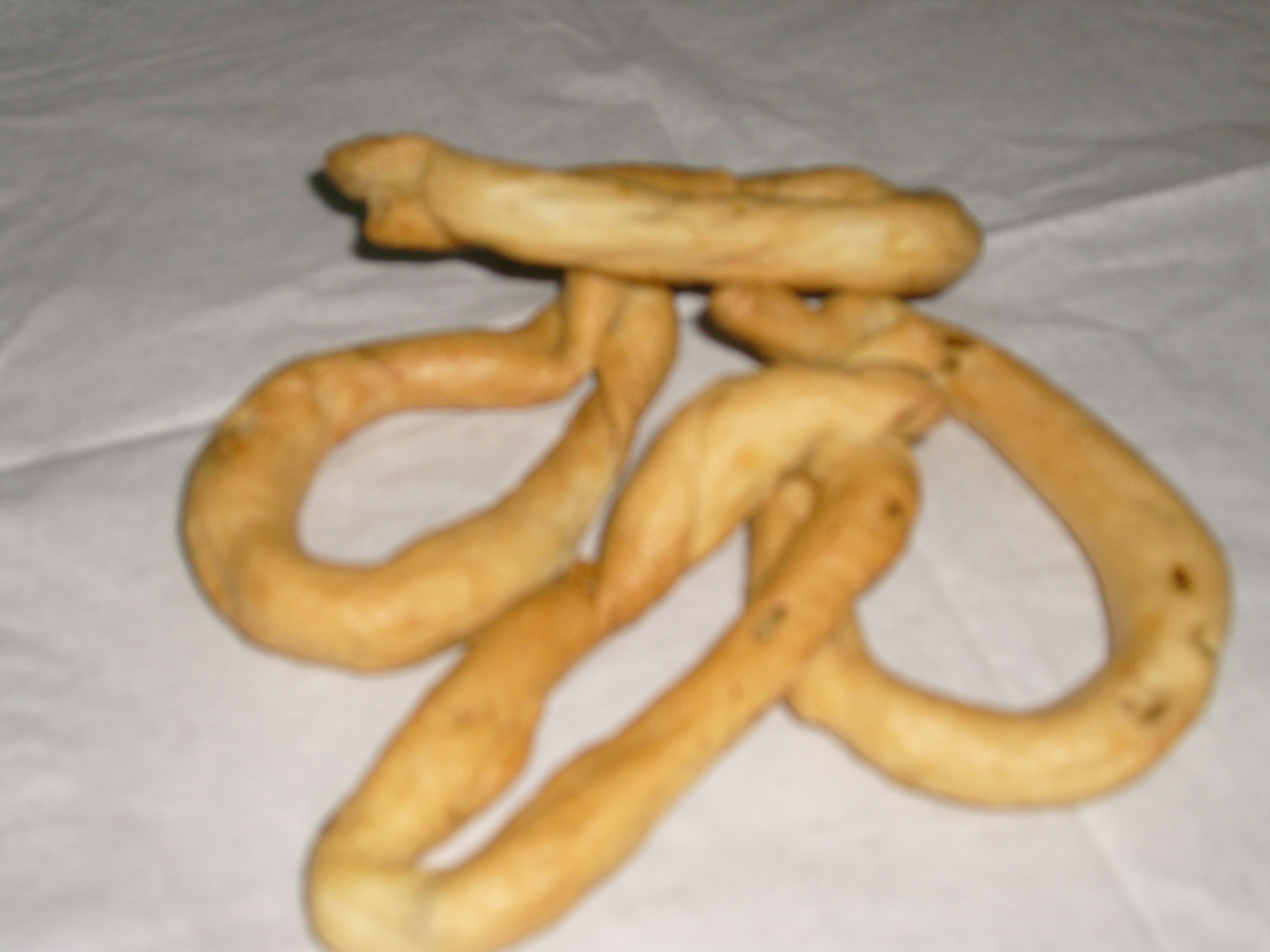
Скальдателли